# Miss Sharon Jones!
Miss Sharon Jones! é um documentário de 2015 sobre a cantora Sharon Jones. O filme retrata a batalha de Jones contra o câncer enquanto continua a se apresentar com seu grupo, os Dap-Kings.

## Crítica
O documentário recebeu principalmente críticas positivas dos críticos. No site agregador de críticas Rotten Tomatoes, o filme tem uma taxa de aprovação de 87%, com base em 38 críticas, e uma média de 7.3/10. No Metacritic, o filme tem uma pontuação de 77 de 100, com base em 15 críticos, indicando "críticas geralmente favoráveis".

## Trilha sonora
A trilha sonora do filme foi lançada pela Daptone em 19 de agosto de 2016. O álbum compila músicas dos três álbuns de estúdio anteriores de Sharon Jones & the Dap-Kings: 100 Days, 100 Nights (2007), I Learned the Hard Way (2010) e Give the People What They Want (2014).

### Lista de músicas
1. Tell Me
2. Retreat!
3. Genuine Pt. 1
4. Longer and Stronger
5. If You Call
6. 100 Days, 100 Nights
7. People Don't Get What They Deserve
8. Humble Me
9. I'll Still Be True
10. Let Them Knock
11. Stranger to My Happiness
12. Keep on Looking
13. Mama Don't Like My Man
14. I Learned the Hard Way
15. Slow Down, Love
16. I'm Still Here